# Pariana lunata
Pariana lunata är en gräsart som beskrevs av Christian Gottfried Daniel Nees von Esenbeck. Pariana lunata ingår i släktet Pariana och familjen gräs. Inga underarter finns listade i Catalogue of Life.